# Eocalypogeia schusterana
Eocalypogeia schusterana là một loài rêu tản trong họ Calypogeiaceae. Loài này được (S. Hatt. & Mizut.) R.M. Schust. miêu tả khoa học lần đầu tiên năm 1995.